# Panepistimio (metropolitana di Atene)
Panepistimio (in greco: Σταθμός Πανεπιστήμιο) è una stazione della linea 2 della metropolitana di Atene.

## Storia
Il primo che avanzò la proposta di edificare una stazione ove oggi si trova l'attuale Panepistimio fu l'ingegnere Alexandros Verdelis nel 1925. La stazione si sarebbe dovuta chiamare Theatrou (in greco: Θεάτρου), tuttavia, a causa della mancanza di fondi, il progetto non fu mai realizzato. Verso la fine degli anni '90, il governo greco decise di costruire una stazione facile raggiungere l'Università Nazionale Capodistriana di Atene, così il 28 gennaio del 2000 fu inaugurata la stazione Panepistimio, che non a caso in greco significa "università".
Quando nel 2030 verrà completata anche la linea 4 della metropolitana di Atene, a Panepistimio verrà aperta una tratta per la nuova linea.